# Ochthera canescens
Ochthera canescens är en tvåvingeart som beskrevs av Cresson 1931. Ochthera canescens ingår i släktet Ochthera och familjen vattenflugor. Inga underarter finns listade i Catalogue of Life.